# Adesmia subnuda
Adesmia subnuda là một loài thực vật có hoa trong họ Đậu. Loài này được (A.Gray) Burkart miêu tả khoa học đầu tiên.